# Abou Traoré
Pour les articles homonymes, voir Traoré.
Abou Traoré est un homme politique guinéen.
Membre du Rassemblement du peuple de Guinée de l'ancien président Alpha Condé et représente la circonscription de la préfecture de Faranah,.
Après sa victoire à l'élection législative remportée avec 92,27 %, il devient le rapporteur de la commission environnement, pêche, développement rural et durable à l'Assemblée nationale,.